# Acanthurus auranticavus
Acanthurus auranticavus és una espècie de peix pertanyent a la família dels acantúrids.

## Descripció
- Pot arribar a fer 45 cm de llargària màxima.
- 9 espines i 25-26 radis tous a l'aleta dorsal i 3 espines i 23-24 radis tous a l'anal.
- És de color marró fosc.
- La base de l'aleta caudal presenta una franja blanca.[2][3]

## Hàbitat
És un peix marí, associat als esculls i de clima tropical (20°N-25°S, 35°E-172°W) que viu entre 3 i 8 m de fondària.

## Distribució geogràfica
Es troba a la Samoa Nord-americana, Austràlia, Fiji, Indonèsia, Malàisia, les Maldives, Moçambic, Papua Nova Guinea, les illes Filipines, Samoa, les Seychelles, Salomó i el Vietnam.

## Costums
Els adults formen moles, sovint barrejades amb altres espècies similars.

## Observacions
És inofensiu per als humans.